# 2627 Churyumov
2627 Churyumov este un asteroid din centura principală, descoperit pe 8 august 1978, de Nikolai Cernîh.